# Трон: Арес
«Трон: Аре́с» (англ. Tron: Ares) — будущий американский научно-фантастический фильм режиссёра Йоахима Рённинга. Сиквел фильма «Трон: Наследие» (2010) и третий полнометражный фильм во франшизе «Трон». Главные роли в фильме исполнят Джаред Лето и Эван Питерс.
Премьера фильма в США запланирована на 10 октября 2025 года.

## Сюжет
В фильме «Трон: Арес» рассказывается о сложнейшей программе по имени Арес, которую отправляют из цифрового мира в реальный с опасной миссией, что станет первой встречей человечества с существами, обладающими искусственным интеллектом.
— Walt Disney Pictures

## В ролях
- Джаред Лето[3] — Арес
- Эван Питерс — Джулиан Диллинджер
- Грета Ли — Ив Ким
- Джоди Тёрнер-Смит — Афина
- Камерон Монахэн
- Сара Дежарденс
- Джиллиан Андерсон — Элизабет Диллинджер
- Артуро Кастро
- Джефф Бриджес — Кевин Флинн

## Производство
О разработке сиквела фильма «Трон: Наследие» было объявлено в октябре 2010 года создателем франшизы Стивеном Лисбергером, при этом сценаристы Эдвард Китсис и Адам Хоровиц должны были написать сценарий и для нового фильма. В апреле 2011 года режиссёр Джозеф Косински заявил, что сценарий всё ещё находится в разработке, и что в новом фильме сюжет развернётся в реальном мире. 31 марта Косински сообщил, что сценарий фильма будет закончен через две недели, а его рабочее название — «TR3N». В июне стало известно, что для написания сценария был нанят сценарист Дэвид Ди Джилио. В марте 2012 года Брюс Бокслейтнер заявил, что, по его мнению, съёмки могут начаться уже в 2014 году, вслед за тем, как Косински освободится после окончания работы над фильмом «Обливион». В июне Китсис и Хоровиц сообщили, что всё ещё участвуют в проекте, а в декабре Джесси Вигутоу был нанят для переписывания сценария. В том же месяце было подтверждено, что Бокслейтнер и Гаррет Хедлунд снимутся в новом фильме.
В марте 2015 года стало известно, что компания Disney официально одобрила третий фильм с Хедлундом, Косински и Оливией Уайлд, а производство должно было начаться в октябре в Ванкувере. Однако в мае Disney снял фильм с производства, что подтвердила Уайлд в следующем месяце. Причиной отмены стал кассовый провал «Земли будущего». В июле Бокслейтнер заявил, что отмена фильма положила конец его заинтересованности в возвращении во франшизу, а в сентябре Хедлунд заявил, что ему сказали, что сиквел не «совсем мёртв», и он заинтересован в возвращении, если будет объявлено о работе над новым фильмом.
В августе 2016 года Бригам Тейлор, в то время занимавший пост руководителя отдела разработки в Disney, сообщил, что в настоящее время ведутся переговоры о будущем «Трона». В феврале 2017 года во время сессии вопросов и ответов с Косински он заявил, что сиквел находится скорее в состоянии «криогенной заморозки», а не полностью отменён. Причиной того, что «Трон» был отложен, он назвал недавнее приобретение компанией Disney компаний Lucasfilm и Marvel.
В марте 2017 года, несмотря на высказывания Косински за месяц до этого, стало известно, что франшиза будет перезагружена, а Джаред Лето сыграет нового персонажа по имени Арес, который был сохранён в предыдущих версиях сценария сиквела. В августе 2020 года режиссёром фильма стал Гарт Дэвис. Патрис Верметт был нанят в качестве художника-постановщика.
В марте 2022 года, на рекламной компании «Морбиуса», Лето подтвердил, что фильм всё ещё находится в разработке. К январю 2023 года Дэвис покинул пост режиссёра, а Йоахим Рённинг начал переговоры, чтобы заменить его. В июне к актёрскому составу присоединились Эван Питерс, Грета Ли и Джоди Тёрнер-Смит. В следующем месяце присоединились Кэмерон Монаган и Сара Дежардинс.
Основные съёмки должны были начаться в Ванкувере 14 августа 2023 года, но были отложены на неопределённый срок из-за забастовок Гильдии писателей Америки 2023 года и SAG-AFTRA 2023 года. После завершения забастовок в начале ноября 2023 года съёмки, как сообщалось, должны были начаться в начале 2024 года. Однако в конце ноября 2023 года было объявлено, что съёмки проекта официально начнутся после праздничного сезона того же года. В декабре Рённинг сообщил, что съёмки уже начались. Джефф Кроненвет стал оператором фильма. В феврале Disney опубликовала первый кадр из фильма, к актёрскому составу присоединились Хасан Минхадж и Артуро Кастро. В апреле Джефф Бриджес, сыгравший Кевина Флинна в предыдущих фильмах и Клу в фильме «Трон: Наследие», подтвердил своё участие в фильме. Съёмки завершились 1 мая.
Премьера фильма в США запланирована на 10 октября 2025 года.